# Палата Сотира Илића у Лесковцу
Палата Сотира Илића је један од ретких примера сачуване архитектуре са почетка 20. века. Саграђена је 1911. године, а припадала је Сотиру Илићу, лесковачком индустријалцу. 1989. је проглашена спомеником културе. Палата је од ретких сачуваних примерака градитељства са почетка ХХ века у Лесковцу.

## Изградња и историјат Палате
Сотир Илић је био један од шесторице синова познатог лесковачког индустријалца Косте Илића Мумџије. Коста Илић је био један од оснивача текстилне индустрије у Лесковцу. Од 1891. године, после завршетка школовања у Љубљани, Сотир Илић почео је да ради у фабрици свога оца. Увећање капитала и ширење пословних веза, конкретно са Буграском, као и чињеница да је био упознат са савременом грађанском архитектуром, довело је до изградње палате, чији је главни инвеститор био Мануел Илијев, бугарски индустријалац и таст Сотира Илића, уложивши у њу све што је добио од продаје фабрике и осталог имања у Бугарској у знак љубави према својој ћерки јединици.
Палата је изграђена у тадашњој Новој улици (данас Радоја Домановића 1). Простор испред куће је био поплочан каменим тротоаром, што је у то време у Лесковцу био редак призор. У своје време носила је назив „Чонина кућа”, по жени Мануела Илијева, која је провела Први светски рат у Лесковцу и штитила Лесковчане од бугарских војника. Једном приликом у кући су преноћили кнез Павле и кнегиња Олга, као пријатељи Сотировог брата, Владе Илића. Велелепна палата је доминирала центром града, а уз њу, у истој улици су се налазиле  куће лесковачких трговаца и банкара. Првим послератним урбанистичким планом из 1948. године, који је град сматрао спонтано изграђеним и предвиђао његову тоталну реконструкцију, и по ред тога што је град већ био уређен урбанистичким планом из 1882. године, исто као и друге вредне грађевине из тог времена, оставио је Палату заклоњену вишеспратницом.
Након смрти Сотира Илића, Палата је припала његовој усвојеници Брани која је била удата за Милоша Димтријевића Смејурију, те је касније Палата била позната као Смејуријска палата.

## Технички подаци о палати
Палату је пројектовао архитекта Светозар Јовановић Старији, запослен у Министарству грађевина крајем 19. и почетком 20. века, који је пројектовао и зграде општине, Среског начелства и Окружног суда у Лесковцу (1906-1908).
Градња Палате је поверена најбољим мајсторима који су доведени из Бугарске.
- Спољне мере: 15,7 m x 14,2 m
- Висина плафона: 3,8 m
- Корисна површина: 550 m²
- Дебљина зидова: 70 cm[5]

## Намена
Реконструкција је урађена у периоду 1998 – 2003. године. Од 2004. године, у реновираној и обновљеној палати налази се специјална приватна хируршка болница енгл. „New Life“.